# Dallas Ehrhardt
Dallas Ehrhardt (* 31. Juli 1992 in Calgary, Alberta) ist ein kanadisch-britischer Eishockeyspieler, der seit 2016 beim Manchester Storm in der Elite Ice Hockey League unter Vertrag steht. Sein Bruder Travis spielte viele Jahre in der American Hockey League.

## Karriere
Dallas Ehrhardt begann seine Karriere als Eishockeyspieler bei den Calgary Northstars, einem Jugendteam aus seiner Heimatstadt. 2007 wählten ihn die Brandon Wheat Kings beim WHL Bantam Draft in der vierten Runde als insgesamt 83. Spieler aus. 2009 wechselte er dann auch zu den Weizenkönigen in die Western Hockey League. Bereits im Januar 2010 zog es ihn aber zum Ligarivalen Moose Jaw Warriors, wo er zweieinhalb Jahre verblieb. Sein letztes Juniorenjahr spielte er dann in der Saison 2012/13 bei den Prince George Cougars ebenfalls in der WHL. Im Jahr 2014 gewann er mit den Allen Americans in der letzten Spielzeit der Central Hockey League vor deren Auflösung den Ray Miron President’s Cup. Anschließend spielte er bis November 2015 für verschiedene Teams der ECHL, bevor er nach Europa ging, wo er die Saison beim Club des Patineurs et Hockeyeurs Dijonnais beendete, aber den Abstieg aus der Ligue Magnus nicht vermeiden konnte. So wechselte er zum Spieljahr 2016/17 zum Manchester Storm in die britische Elite Ice Hockey League, wo er seither spielt.

### International
Sein Debüt in der britischen Nationalmannschaft gab Ehrhardt bei der Weltmeisterschaft 2018, bei der die Briten erstmals seit dem Abstieg bei den Welttitelkämpfen 1994 wieder in die höchste Leistungsstufe der Weltmeisterschaften aufstiegen.

## Erfolge und Auszeichnungen
- 2014 Ray-Miron-President’s-Cup-Gewinn mit den Allen Americans
- 2018 Aufstieg in die Top-Division bei der Weltmeisterschaft der Division I, Gruppe A

## Statistik
(Stand: Ende der Saison 2017/18)